# Walsall Football Club
O Walsall Football Club é um clube de futebol da Inglaterra fundado em 1888 com o nome de Walsall Town Swifts, resultado da fusão de dois clubes locais, chamados Walsall Town F.C. e Walsall Swifts F.C. O Walsall Town havia sido fundado em 1877 e o Swifts, em 1879. O nome atual foi adotado em 1896.
O Bescot Stadium é o estádio do Walsall Football Club. Atualmente disputa a Football League Two.

## Títulos
- Football League Two: 1959–60 e 2006–07

- Birmingham Senior Cup: 1880–81 (como Walsall Swifts), 1896–97, 1897–98 e 1993–94
- Staffordshire Senior Cup: 1881–82, 1884–85 (ambos Walsall Town), 1922–23, 1926–27, 1928–29 e 1967–68
- Walsall Senior Cup: 1888–89, 2014–15 e 2016–17